# Mission Capistrano (schip, 1944)
De Mission Capistrano was een T2-SE-A2-tanker die in 1944 werd gebouwd door Marinship voor de United States Maritime Commission. Tijdens de Tweede Wereldoorlog werd het gecharterd door Pacific Tankers en ondersteunde het de Amerikaanse troepen. Op 20 april 1946 kwam het schip uit charter en werd het opgelegd in Mobile voor de National Defense Reserve Fleet.
Op 17 november 1947 werd het schip overgenomen door de Amerikaanse marine en kreeg het de lettercode AO-112. Het diende in de Naval Overseas Transportation Service dat op 1 oktober 1949 overging in de Military Sea Transportation Service (MSTS). Daarop kreeg het het voorvoegsel USNS en de lettercode T‑AO‑112. Het bleef tot 1955 in dienst van MSTS waarna het werd het opgelegd in Beaumont voor de reservevloot. In 1956 werd het opnieuw in dienst genomen.

## AG-162
In 1960 werd het bij Todd Shipyards in New Orleans omgebouwd tot Sound Testing Ship en kreeg het de lettercode AG-162, later T-AG-162. Het kreeg daarbij een sonar van vijf dekken hoog met ultrahoog vermogen. Het nam daarna deel aan Project Artemis om een systeem te ontwikkelen om onderzeeërs op te sporen. Dit project werd uitgevoerd door het Hudson Laboratory van de Columbia-universiteit. In 1967 werd het schip daartoe uitgerust met een dynamisch positioneringssysteem en kreeg daarbij twee roerpropellers. In 1970 werd het opnieuw opgelegd.

## Mission Exploration
In 1972 werd het verkocht aan Boston Metals dat het in 1973 doorverkocht aan Mission Drilling and Exploration Corporation die het om liet bouwen tot het boorschip. In 1975 werd het omgedoopt in Mission Exploration.
Mission Drilling ging failliet in 1978 en in 1980 werd het schip gesloopt in Brownsville.